# Grépiac
Grépiac est une commune française située dans le centre du département de la Haute-Garonne, en région Occitanie. Sur le plan historique et culturel, la commune est dans le Lauragais, l'ancien « Pays de Cocagne », lié à la fois à la culture du pastel et à l’abondance des productions, et de « grenier à blé du Languedoc ».
Exposée à un climat océanique altéré, elle est drainée par l'Ariège, la Hyse, le Lantine, la Mouillonne, le Rieutort, le ruisseau du Massacre et par divers autres petits cours d'eau. La commune possède un patrimoine naturel remarquable : un site Natura 2000 (« Garonne, Ariège, Hers, Salat, Pique et Neste »), un espace protégé (« la Garonne, l'Ariège, l'Hers Vif et le Salat ») et deux zones naturelles d'intérêt écologique, faunistique et floristique.
Grépiac est une commune rurale qui compte 1 009 habitants en 2022, après avoir connu une forte hausse de la population depuis 1975. Elle appartient à l'unité urbaine de Venerque et fait partie de l'aire d'attraction de Toulouse. Ses habitants sont appelés les Grépiacois ou  Grépiacoises.

## Géographie

### Localisation
La commune de Grépiac se trouve dans le département de la Haute-Garonne, en région Occitanie.
Elle se situe à 22 km à vol d'oiseau de Toulouse, préfecture du département, à 12 km de Muret, sous-préfecture, et à 6 km d'Auterive, bureau centralisateur du canton d'Auterive dont dépend la commune depuis 2015 pour les élections départementales.
La commune fait en outre partie du bassin de vie de Venerque.
Les communes les plus proches sont : 
Labruyère-Dorsa (1,7 km), Venerque (3,2 km), Vernet (3,4 km), Miremont (4,6 km), Lagardelle-sur-Lèze (4,9 km), Issus (5,1 km), Auragne (5,1 km), Noueilles (6,0 km).
Sur le plan historique et culturel, Grépiac fait partie du Lauragais, occupant une vaste zone, autour de l’axe central que constitue le canal du Midi, entre les agglomérations de Toulouse au nord-ouest et Carcassonne au sud-est et celles de Castres au nord-est et Pamiers au sud-ouest. C'est l'ancien « Pays de Cocagne », lié à la fois à la culture du pastel et à l’abondance des productions, et de « grenier à blé du Languedoc ».
Grépiac est limitrophe de six autres communes.
Les communes limitrophes sont  Auterive, Issus, Labruyère-Dorsa, Miremont, Venerque et Vernet.
| Vernet   | Venerque | Issus           |
|          | Grépiac  | Labruyère-Dorsa |
| Miremont | Auterive |                 |

### Géologie et relief
La superficie de la commune est de 818 hectares ; son altitude varie de 163  à   243 mètres.

### Hydrographie

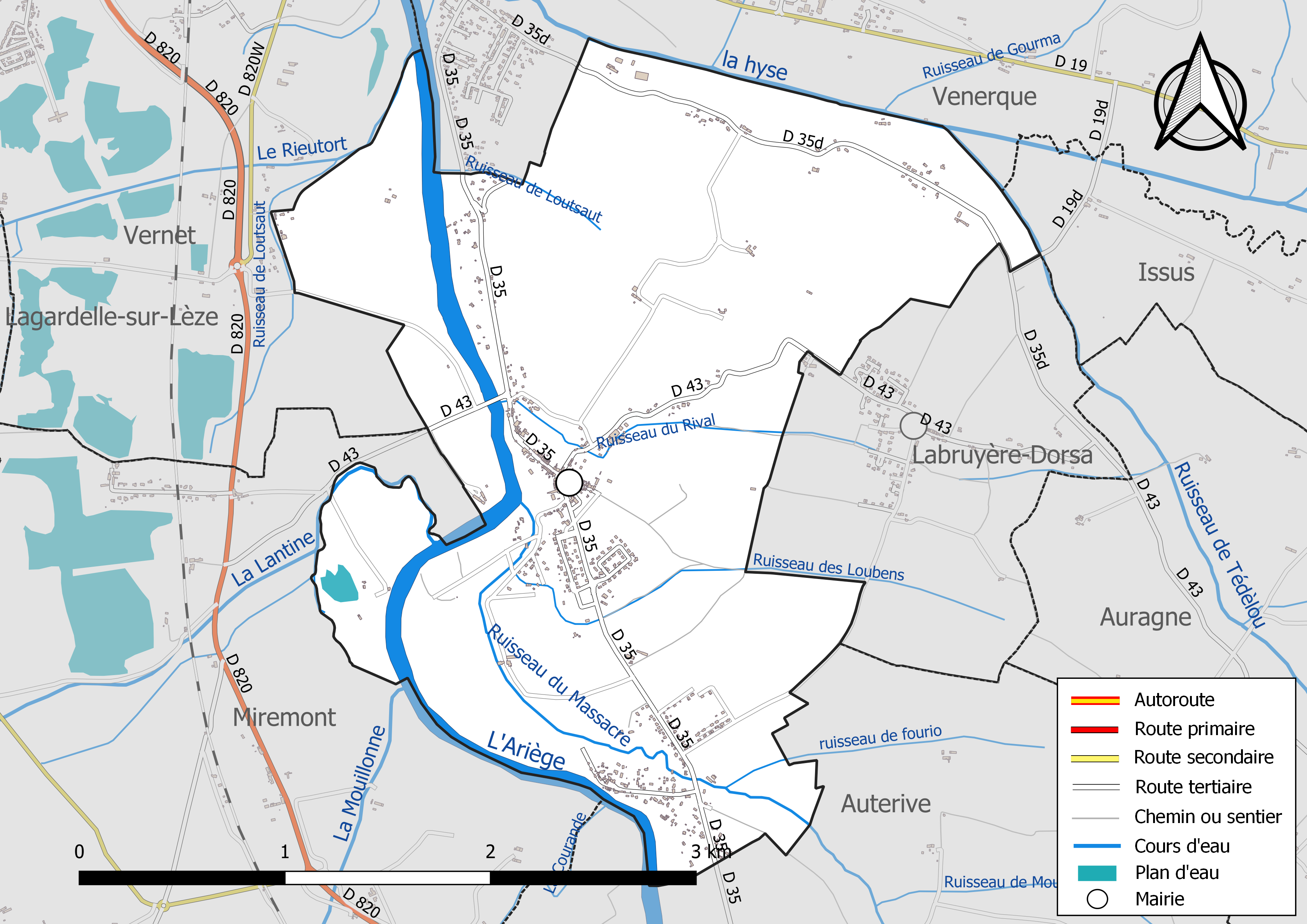
Réseaux hydrographique et routier de Grépiac.

La commune est dans le bassin de la Garonne, au sein du bassin hydrographique Adour-Garonne. Elle est drainée par l'Ariège, la Hyse, la Lantine, le Tédèlou, le Rieutort, le ruisseau du Massacre, la Courande, le ruisseau de fourio, le ruisseau de Loutsaut, le ruisseau des Loubens, le ruisseau du Rival et par deux petits cours d'eau, constituant un réseau hydrographique de 12 km de longueur totale,.
L'Ariège, d'une longueur totale de 162,91 km, prend sa source dans la commune de Porta et s'écoule du sud vers le nord. Elle traverse la commune et se jette dans la Garonne à Portet-sur-Garonne, après avoir traversé 56 communes.
La Hyse, d'une longueur totale de 29,3 km, prend sa source dans la commune de Gibel et s'écoule du sud-est vers le nord-ouest. Elle traverse la commune et se jette dans l'Ariège à Venerque, après avoir traversé 10 communes.
La Lantine, d'une longueur totale de 10,6 km, prend sa source dans la commune d'Auribail et s'écoule du sud-ouest vers le nord-est. Il se jette dans l'Ariège sur le territoire communal, après avoir traversé 4 communes.
Le Tédèlou, d'une longueur totale de 18,8 km, prend sa source dans la commune de Calmont et s'écoule vers le nord-ouest. Il traverse la commune et se jette dans la Hyse à Venerque, après avoir traversé 8 communes.

### Climat
Pour des articles plus généraux, voir Climat de l'Occitanie et Climat de la Haute-Garonne.
En 2010, le climat de la commune est de type climat du Bassin du Sud-Ouest, selon une étude s'appuyant sur une série de données couvrant la période 1971-2000. En 2020, Météo-France publie une typologie des climats de la France métropolitaine dans laquelle la commune est exposée à un climat océanique altéré et est dans la région climatique Aquitaine, Gascogne, caractérisée par une pluviométrie abondante au printemps, modérée en automne, un faible ensoleillement au printemps, un été chaud (19,5 °C), des vents faibles, des brouillards fréquents en automne et en hiver et des orages fréquents en été (15 à 20 jours).
Pour la période 1971-2000, la température annuelle moyenne est de 13,2 °C, avec une amplitude thermique annuelle de 15,9 °C. Le cumul annuel moyen de précipitations est de 741 mm, avec 9,9 jours de précipitations en janvier et 5,7 jours en juillet. Pour la période 1991-2020, la température moyenne annuelle observée sur la station météorologique la plus proche, située sur la commune de Cugnaux à 17 km à vol d'oiseau, est de 14,3 °C et le cumul annuel moyen de précipitations est de 635,7 mm,. Pour l'avenir, les paramètres climatiques de la commune estimés pour 2050 selon différents scénarios d'émission de gaz à effet de serre sont consultables sur un site dédié publié par Météo-France en novembre 2022.

### Milieux naturels et biodiversité

#### Espaces protégés
La protection réglementaire est le mode d’intervention le plus fort pour préserver des espaces naturels remarquables et leur biodiversité associée,.
Un  espace protégé est présent sur la commune : 
« la Garonne, l'Ariège, l'Hers Vif et le Salat », objet d'un arrêté de protection de biotope, d'une superficie de 1 658,7 ha.

#### Réseau Natura 2000

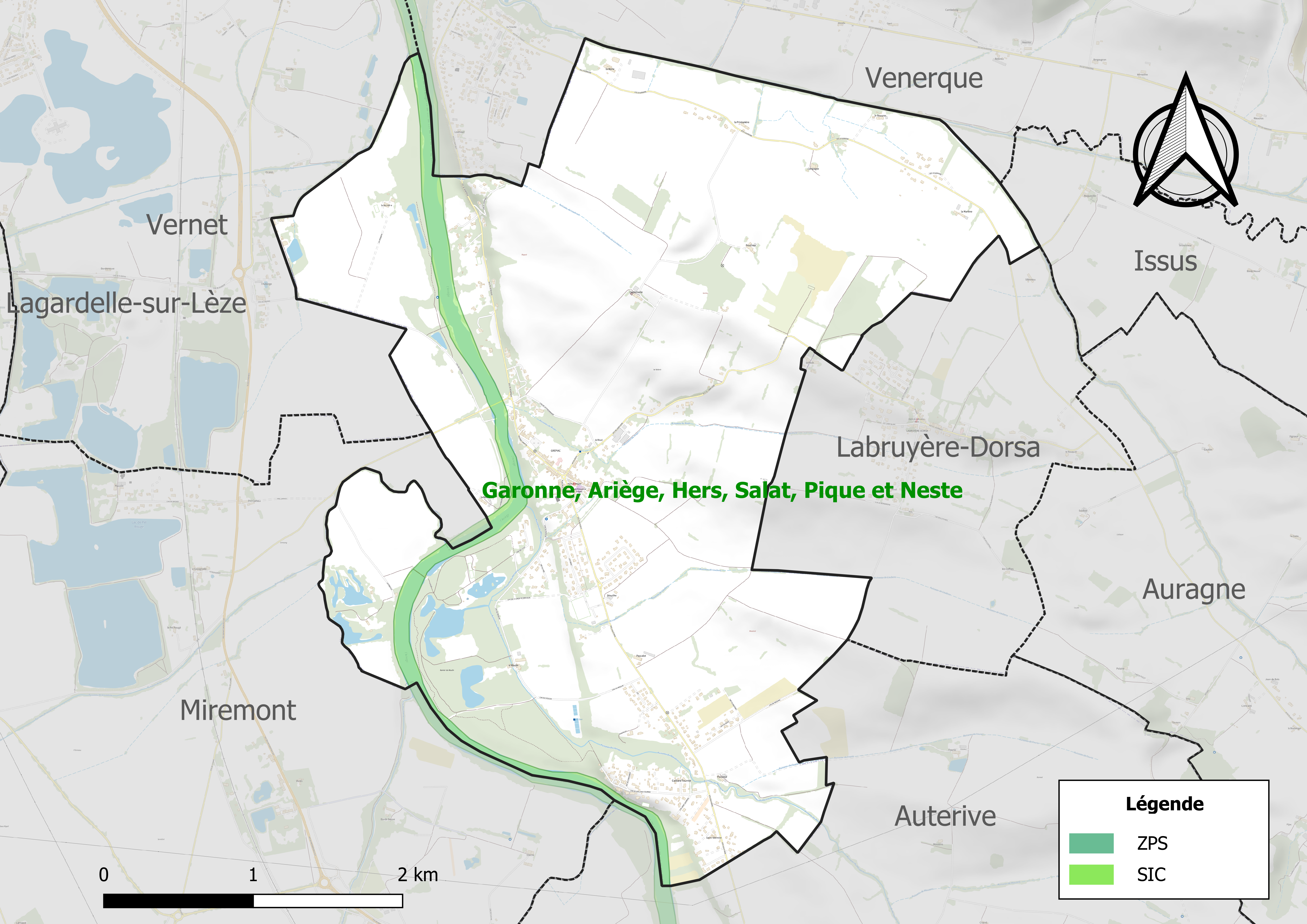
Site Natura 2000 sur le territoire communal.

Le réseau Natura 2000 est un réseau écologique européen de sites naturels d'intérêt écologique élaboré à partir des directives habitats et oiseaux, constitué de zones spéciales de conservation (ZSC) et de zones de protection spéciale (ZPS).
Un site Natura 2000 a été défini sur la commune au titre de la directive habitats : « Garonne, Ariège, Hers, Salat, Pique et Neste », d'une superficie de 9 581 ha, un réseau hydrographique pour les poissons migrateurs (zones de frayères actives et potentielles importantes pour le Saumon en particulier qui fait l'objet d'alevinages réguliers et dont des adultes atteignent déjà Foix sur l'Ariège.

#### Zones naturelles d'intérêt écologique, faunistique et floristique

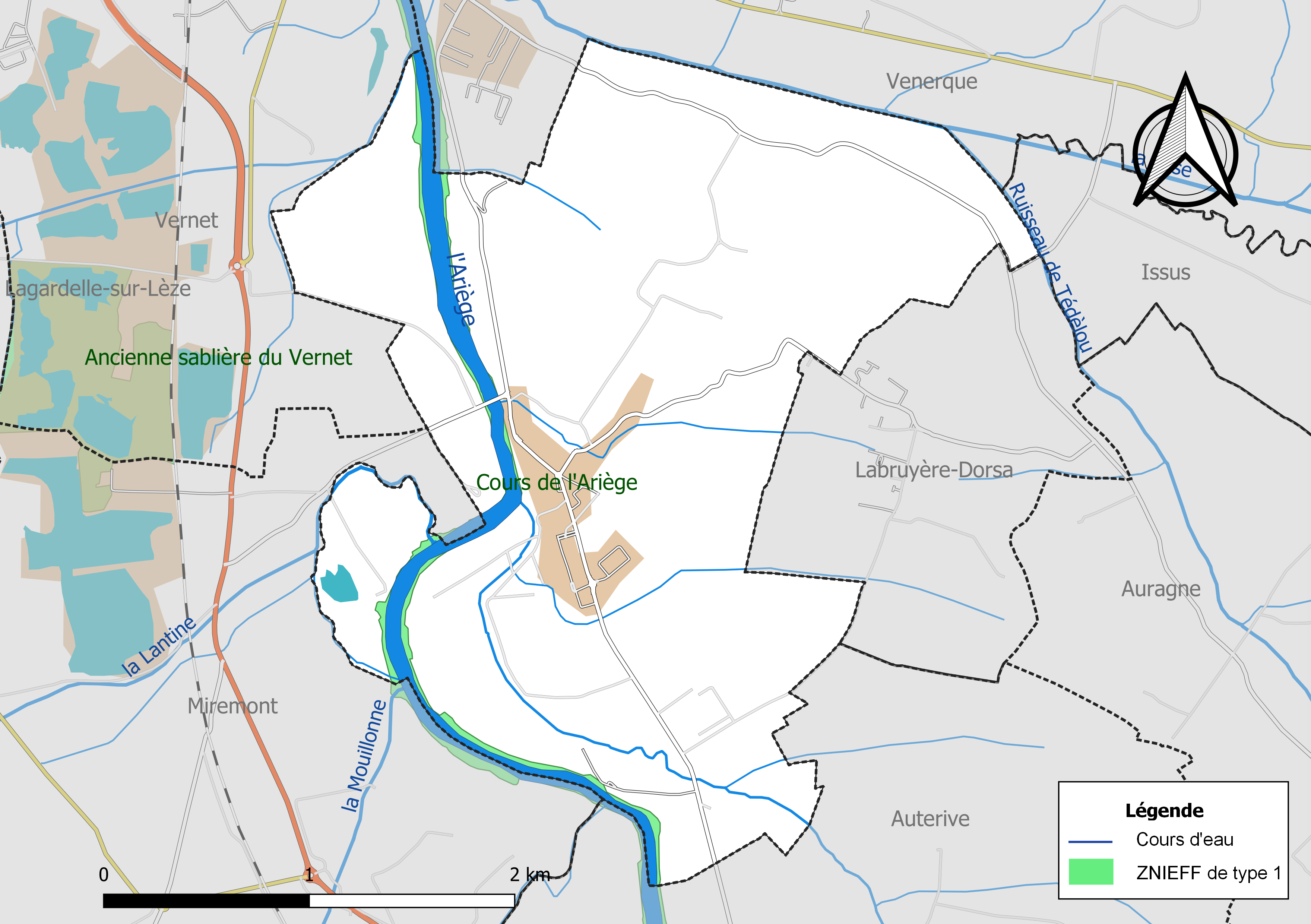
Carte de la ZNIEFF de type 1 localisée sur la commune.

L’inventaire des zones naturelles d'intérêt écologique, faunistique et floristique (ZNIEFF) a pour objectif de réaliser une couverture des zones les plus intéressantes sur le plan écologique, essentiellement dans la perspective d’améliorer la connaissance du patrimoine naturel national et de fournir aux différents décideurs un outil d’aide à la prise en compte de l’environnement dans l’aménagement du territoire.
Une ZNIEFF de type 1 est recensée sur la commune :
le « cours de l'Ariège » (1 341 ha), couvrant 56 communes dont 43 dans l'Ariège et 13 dans la Haute-Garonne et une ZNIEFF de type 2, : 
« l'Ariège et ripisylves » (1 975 ha), couvrant 56 communes dont 43 dans l'Ariège et 13 dans la Haute-Garonne.

## Urbanisme

### Typologie
Au 1er janvier 2024, Grépiac est catégorisée commune rurale à habitat dispersé, selon la nouvelle grille communale de densité à sept niveaux définie par l'Insee en 2022.
Elle appartient à l'unité urbaine de Venerque, une agglomération intra-départementale regroupant quatre  communes, dont elle est une commune de la banlieue,,. Par ailleurs la commune fait partie de l'aire d'attraction de Toulouse, dont elle est une commune de la couronne,. Cette aire, qui regroupe 527 communes, est catégorisée dans les aires de 700 000 habitants ou plus (hors Paris),.

### Occupation des sols

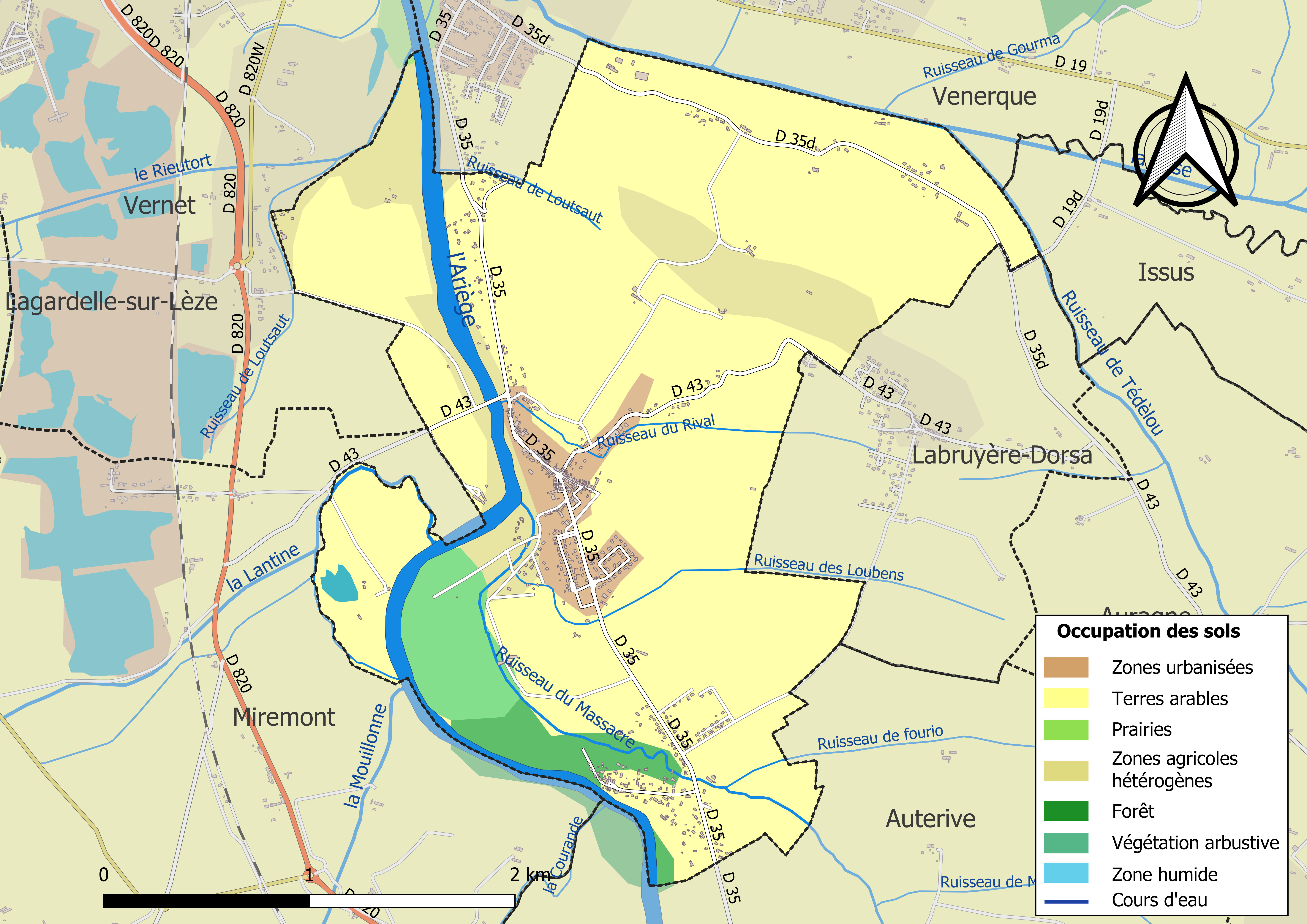
Carte des infrastructures et de l'occupation des sols de la commune en 2018 (CLC).

L'occupation des sols de la commune, telle qu'elle ressort de la base de données européenne d’occupation biophysique des sols Corine Land Cover (CLC), est marquée par l'importance des territoires agricoles (83,8 % en 2018), en diminution par rapport à 1990 (88,5 %). La répartition détaillée en 2018 est la suivante : 
terres arables (71,4 %), zones agricoles hétérogènes (12,4 %), zones urbanisées (8,7 %), milieux à végétation arbustive et/ou herbacée (4,6 %), forêts (2,9 %). L'évolution de l’occupation des sols de la commune et de ses infrastructures peut être observée sur les différentes représentations cartographiques du territoire : la carte de Cassini (XVIIIe siècle), la carte d'état-major (1820-1866) et les cartes ou photos aériennes de l'IGN pour la période actuelle (1950 à aujourd'hui).

### Lieux-dits ou hameaux
- Mazerat

### Voies de communication et transports
Par la route : accès par le nord-ouest de la commune (1,5 km) par la voie rapide Toulouse-Foix par un chemin qui passe par la commune du Vernet.
Par le train : SNCF, gare de Venerque - Le Vernet.
La ligne 318 du réseau Arc-en-Ciel relie la commune à la gare routière de Toulouse depuis Mazères.

### Risques majeurs
Le territoire de la commune de Grépiac est vulnérable à différents aléas naturels : météorologiques (tempête, orage, neige, grand froid, canicule ou sécheresse), inondations, mouvements de terrains et séisme (sismicité très faible). Il est également exposé à un risque technologique, la rupture d'un barrage. Un site publié par le BRGM permet d'évaluer simplement et rapidement les risques d'un bien localisé soit par son adresse soit par le numéro de sa parcelle.

#### Risques naturels
Certaines parties du territoire communal sont susceptibles d’être affectées par le risque d’inondation par débordement de cours d'eau, notamment la Hyse, la Mouillonne et le Lantine. La commune a été reconnue en état de catastrophe naturelle au titre des dommages causés par les inondations et coulées de boue survenues en 1982, 1996, 1998, 1999, 2000, 2009, 2018 et 2022,.

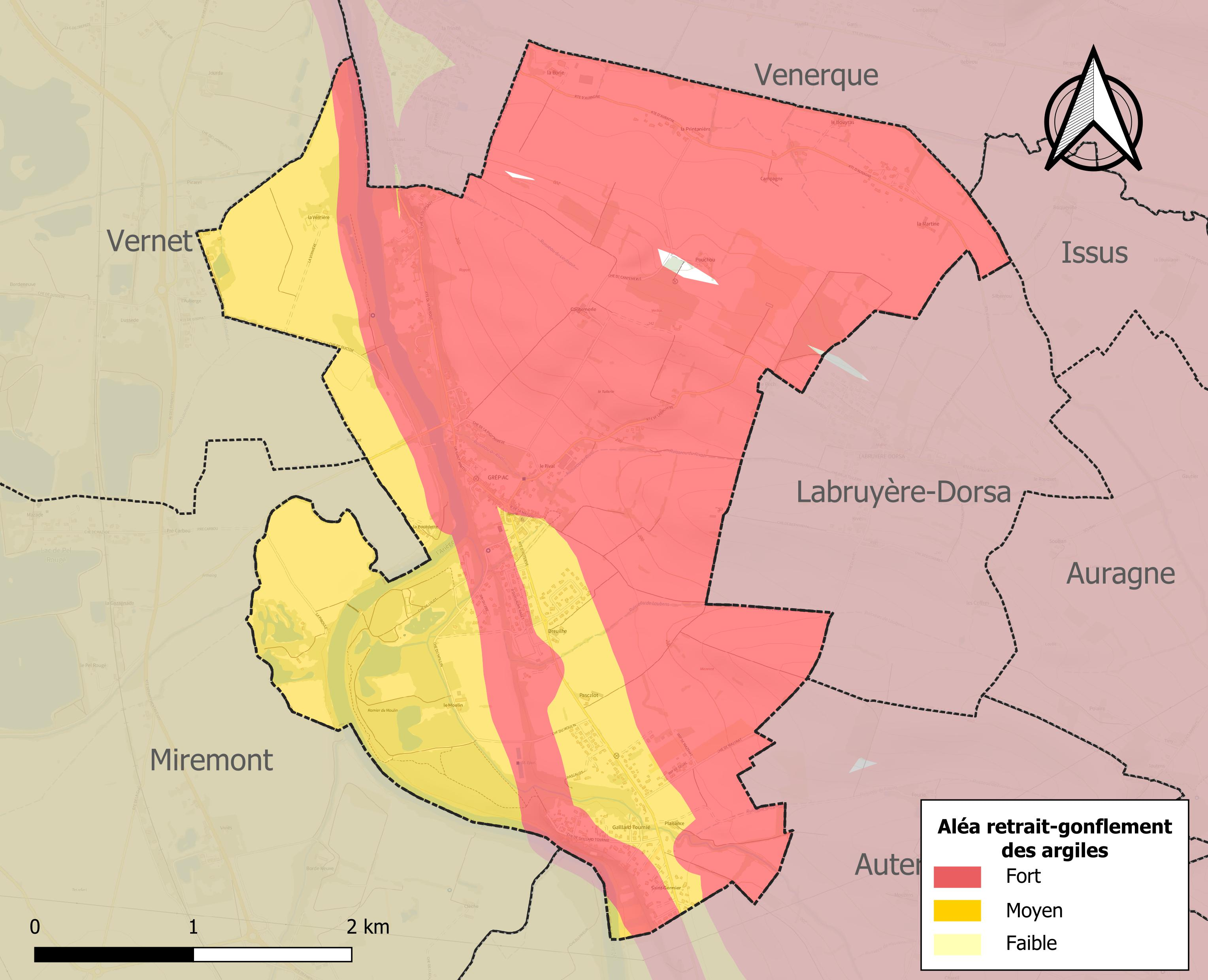
Carte des zones d'aléa retrait-gonflement des sols argileux de Grépiac.

La commune est vulnérable au risque de mouvements de terrains constitué principalement du retrait-gonflement des sols argileux. Cet aléa est susceptible d'engendrer des dommages importants aux bâtiments en cas d’alternance de périodes de sécheresse et de pluie. 99,8 % de la superficie communale est en aléa moyen ou fort (88,8 % au niveau départemental et 48,5 % au niveau national). Sur les 419 bâtiments dénombrés sur la commune en 2019, 419 sont en aléa moyen ou fort, soit 100 %, à comparer aux 98 % au niveau départemental et 54 % au niveau national. Une cartographie de l'exposition du territoire national au retrait gonflement des sols argileux est disponible sur le site du BRGM,.
Par ailleurs, afin de mieux appréhender le risque d’affaissement de terrain, l'inventaire national des cavités souterraines permet de localiser celles situées sur la commune.
Concernant les mouvements de terrains, la commune a été reconnue en état de catastrophe naturelle au titre des dommages causés par la sécheresse en 1989, 2003 et 2017 et par des mouvements de terrain en 1999.

#### Risques technologiques
La commune est en outre située en aval des barrages de Montbel (Ariège), de Gnioure, de Naguilhes (Ariège), de Laparan (Ariège) et de Soulcem (Ariège). À ce titre elle est susceptible d’être touchée par l’onde de submersion consécutive à la rupture d'un de ces ouvrages.

## Histoire

### Époque préhistorique
Présence d'un « atelier paléolithique » sur les bords de la Hyse (-5000 à - 1800 av. J.-C.). Rapprochement de l'Homo sapiens vers les bords de l'Ariège, peut-être à l'origine du village primitif de Grépiac. Des fouilles menées dans le « terrier » de la tuilerie de M. Capelle en 1957 mettent en évidence des restes archéologiques datant de l'Âge du Fer. Sont ainsi mises au jour plusieurs urnes de différentes tailles.

### Antiquité
Découverte d'un castellum gallo-romain à Grépiac sur le plateau dominant l'Ariège. Précédée par la venue des Tectosages (Allemagne), des vestiges témoignent de la présence romaine (Rapoti).

### Moyen Âge
La découverte de ceinturons suggère, le maintien de traditions militaires romaines puis au VIIe siècle, l'influence mérovingienne. Mise au jour de plaques boucles damasquinées (VIIe siècle).

### Renaissance
Au XVe siècle, la commune vit le siècle d'or de l'agriculture lauragaise en se spécialisant dans la culture du pastel.

### XVIIeetXVIIIesiècles
Le commerce du blé donne un nouvel essor à Grépiac, qui bénéficie d'une infrastructure destinée à transporter les céréales via l'Ariège à destination de Toulouse. Un moulin seigneurial est construit en 1647, qui conservera une plein activité jusqu'en 1875.

### XIXesiècle
En 1814, les troupes anglaises commandées par le duc de Wellington sont dans la région.
Érection de la nouvelle église Saint-Martin en 1872. Les travaux seront interrompus en 1875, l'église restant inachevée à ce jour.

### XXesiècle
Le 9 avril 1944, Grépiac voit arriver le 3e bataillon du régiment Deutschland dont des stigmates subsistent encore par la présence de signes inscrits sur le balcon du clocher.
Destruction de l'ancienne église, anciennement située sur la place de la vieille église.
Destruction de l'ancien presbytère, destinée à la construction de l'ancien bureau de poste, actuelle épicerie de Grépiac.
Et durant tous ces siècles, l'Ariège fut longtemps utilisée comme voie de navigation, servant au transport de marchandises...

## Politique et administration

### Administration municipale
Le nombre d'habitants au recensement de 2011 étant compris entre 500 et 1 499 habitants, le nombre de membres du conseil municipal pour l'élection de 2014 est de quinze,.

### Rattachements administratifs et électoraux
Commune faisant partie de la septième circonscription de la Haute-Garonne, de la communauté de communes du Bassin Auterivain et du canton d'Auterive.

### Liste des maires
| Période | Période  | Identité             | Étiquette | Qualité |
| ------- | -------- | -------------------- | --------- | ------- |
| 1945    | 1977     | Joseph Gorgues       |           |         |
| 1977    | 1983     | Jean-Robert Rouanne  |           |         |
| 1983    | 1995     | Roger Vidal          | PS        |         |
| 1995    | 2008     | Charles-Noël Tournié |           |         |
| 2008    | 2017     | Alain Rivella        |           |         |
| 2017    | En cours | Céline Gabriel       |           |         |

## Population et société

### Démographie
| 1793 | 1800 | 1806 | 1821 | 1831 | 1836 | 1841 | 1846 | 1851 |
| ---- | ---- | ---- | ---- | ---- | ---- | ---- | ---- | ---- |
| 467  | 414  | 473  | 524  | 499  | 582  | 584  | 603  | 598  |

| 1856 | 1861 | 1866 | 1872 | 1876 | 1881 | 1886 | 1891 | 1896 |
| ---- | ---- | ---- | ---- | ---- | ---- | ---- | ---- | ---- |
| 605  | 616  | 565  | 576  | 541  | 468  | 449  | 459  | 413  |

| 1901 | 1906 | 1911 | 1921 | 1926 | 1931 | 1936 | 1946 | 1954 |
| ---- | ---- | ---- | ---- | ---- | ---- | ---- | ---- | ---- |
| 409  | 385  | 336  | 317  | 321  | 281  | 285  | 298  | 285  |

| 1962 | 1968 | 1975 | 1982 | 1990 | 1999 | 2005 | 2006 | 2010 |
| ---- | ---- | ---- | ---- | ---- | ---- | ---- | ---- | ---- |
| 350  | 432  | 588  | 647  | 681  | 791  | 968  | 967  | 990  |

| 2015 | 2020  | 2022  | - | - | - | - | - | - |
| ---- | ----- | ----- | - | - | - | - | - | - |
| 990  | 1 003 | 1 009 | - | - | - | - | - | - |

| selon la population municipale des années : | 1968 | 1975 | 1982 | 1990 | 1999 | 2006 | 2009 | 2013 |
| Rang de la commune dans le département      | 197  | 147  | 152  | 163  | 154  | 158  | 163  | 163  |
| Nombre de communes du département           | 592  | 582  | 586  | 588  | 588  | 588  | 589  | 589  |

### Enseignement
Grépiac fait partie de l'académie de Toulouse.
L'éducation est assurée sur la commune par un groupe scolaire : école maternelle et école élémentaire.
Grépiac dispose d'un centre de loisirs géré par la CCLA

### Culture
- Fête locale le premier week-end d'août.
- Briqueterie Capelle : visite du musée située dans l'enceinte de l'entreprise familiale qui a su pérenniser jusqu'à nos jours les produits et le savoir-faire déjà connus sous l'Ancien Régime.
- Bibliothèque municipale
- Salle des fêtes (l'Amassada).

### Activités sportives
Pétanque, tennis, yoga, chasse, terrain de jeux,

### Écologie et recyclage
La collecte et le traitement des déchets des ménages et des déchets assimilés ainsi que la protection et la mise en valeur de l'environnement se font dans le cadre du Smivom de la Mouillonne.
Une déchèterie est présente sur la commune.
La protection et la mise en valeur de l'environnement relèvent de la compétence de la Communauté de Communes (CCLA). Une journée "Nettoyage de Printemps" est organisée chaque année à la mi-mars.

## Économie

### Revenus
En 2018  (données Insee publiées en septembre 2021), la commune compte 401 ménages fiscaux, regroupant 1 026 personnes. La médiane du revenu disponible par unité de consommation est de 23 970 € (23 140 € dans le département).

### Emploi
|                | 2008  | 2013  | 2018  |
| -------------- | ----- | ----- | ----- |
| Commune        | 7,1 % | 5,5 % | 7,4 % |
| Département    | 7,7 % | 9,6 % | 9,3 % |
| France entière | 8,3 % | 10 %  | 10 %  |

En 2018, la population âgée de 15 à 64 ans s'élève à 630 personnes, parmi lesquelles on compte 79,3 % d'actifs (71,9 % ayant un emploi et 7,4 % de chômeurs) et 20,7 % d'inactifs,. Depuis 2008, le taux de chômage communal (au sens du recensement) des 15-64 ans est inférieur à celui de la France et du département.
La commune fait partie de la couronne de l'aire d'attraction de Toulouse, du fait qu'au moins 15 % des actifs travaillent dans le pôle,. Elle compte 96 emplois en 2018, contre 97 en 2013 et 89 en 2008. Le nombre d'actifs ayant un emploi résidant dans la commune est de 457, soit un indicateur de concentration d'emploi de 20,9 % et un taux d'activité parmi les 15 ans ou plus de 62,7 %.
Sur ces 457 actifs de 15 ans ou plus ayant un emploi, 58 travaillent dans la commune, soit 13 % des habitants. Pour se rendre au travail, 87,7 % des habitants utilisent un véhicule personnel ou de fonction à quatre roues, 3,9 % les transports en commun, 3,2 % s'y rendent en deux-roues, à vélo ou à pied et 5,2 % n'ont pas besoin de transport (travail au domicile).

### Activités hors agriculture

#### Secteurs d'activités
79 établissements sont implantés  à Grépiac au 31 décembre 2019. Le tableau ci-dessous en détaille le nombre par secteur d'activité et compare les ratios avec ceux du département,.
| Secteur d'activité                                                                                        | Commune | Commune | Département |
| Secteur d'activité                                                                                        | Nombre  | %       | %           |
| --- | ------- | ------- | ----------- |
| Ensemble                                                                                                  | 79      |         |             |
| Industrie manufacturière, industries extractives et autres                                                | 7       | 8,9 %   | (5,7 %)     |
| Construction                                                                                              | 19      | 24,1 %  | (12 %)      |
| Commerce de gros et de détail, transports, hébergement et restauration                                    | 12      | 15,2 %  | (25,9 %)    |
| Information et communication                                                                              | 1       | 1,3 %   | (4,1 %)     |
| Activités immobilières                                                                                    | 4       | 5,1 %   | (4,2 %)     |
| Activités spécialisées, scientifiques et techniques et activités de services administratifs et de soutien | 19      | 24,1 %  | (19,8 %)    |
| Administration publique, enseignement, santé humaine et action sociale                                    | 10      | 12,7 %  | (16,6 %)    |
| Autres activités de services                                                                              | 7       | 8,9 %   | (7,9 %)     |

Le secteur des activités spécialisées, scientifiques et techniques et des activités de services administratifs et de soutien est prépondérant sur la commune puisqu'il représente 24,1 % du nombre total d'établissements de la commune (19 sur les 79 entreprises implantées  à Grépiac), contre 19,8 % au niveau départemental.

#### Entreprises et commerces
Les deux entreprises ayant leur siège social sur le territoire communal qui génèrent le plus de chiffre d'affaires en 2020 sont : 
- MTS, travaux de revêtement des sols et des murs (410 k€) ;
- Lavigne Art S, autres commerces de détail spécialisés divers (3 k€).

Briqueterie, usine et barrage hydraulique, 
L'agriculture basée sur la culture de céréales (maïs, blé...) a encore une place importante mais tend à diminuer en faveur de zones résidentielles liées à la proximité de l'agglomération toulousaine puisque étant dans son aire urbaine.

### Agriculture
|               | 1988 | 2000  | 2010 | 2020 |
| ------------- | ---- | ----- | ---- | ---- |
| Exploitations | 13   | 8     | 7    | 7    |
| SAU (ha)      | 893  | 1 039 | 711  | 521  |

La commune est dans le Lauragais, une petite région agricole occupant le nord-est du département de la Haute-Garonne, dont les coteaux portent des grandes cultures en sec avec une dominante blé dur et tournesol. En 2020, l'orientation technico-économique de l'agriculture  sur la commune est la culture de céréales et/ou d'oléoprotéagineuses. Sept exploitations agricoles ayant leur siège dans la commune sont dénombrées lors du recensement agricole de 2020 (13 en 1988). La superficie agricole utilisée est de 521 ha,,.

## Culture locale et patrimoine

### Lieux et monuments

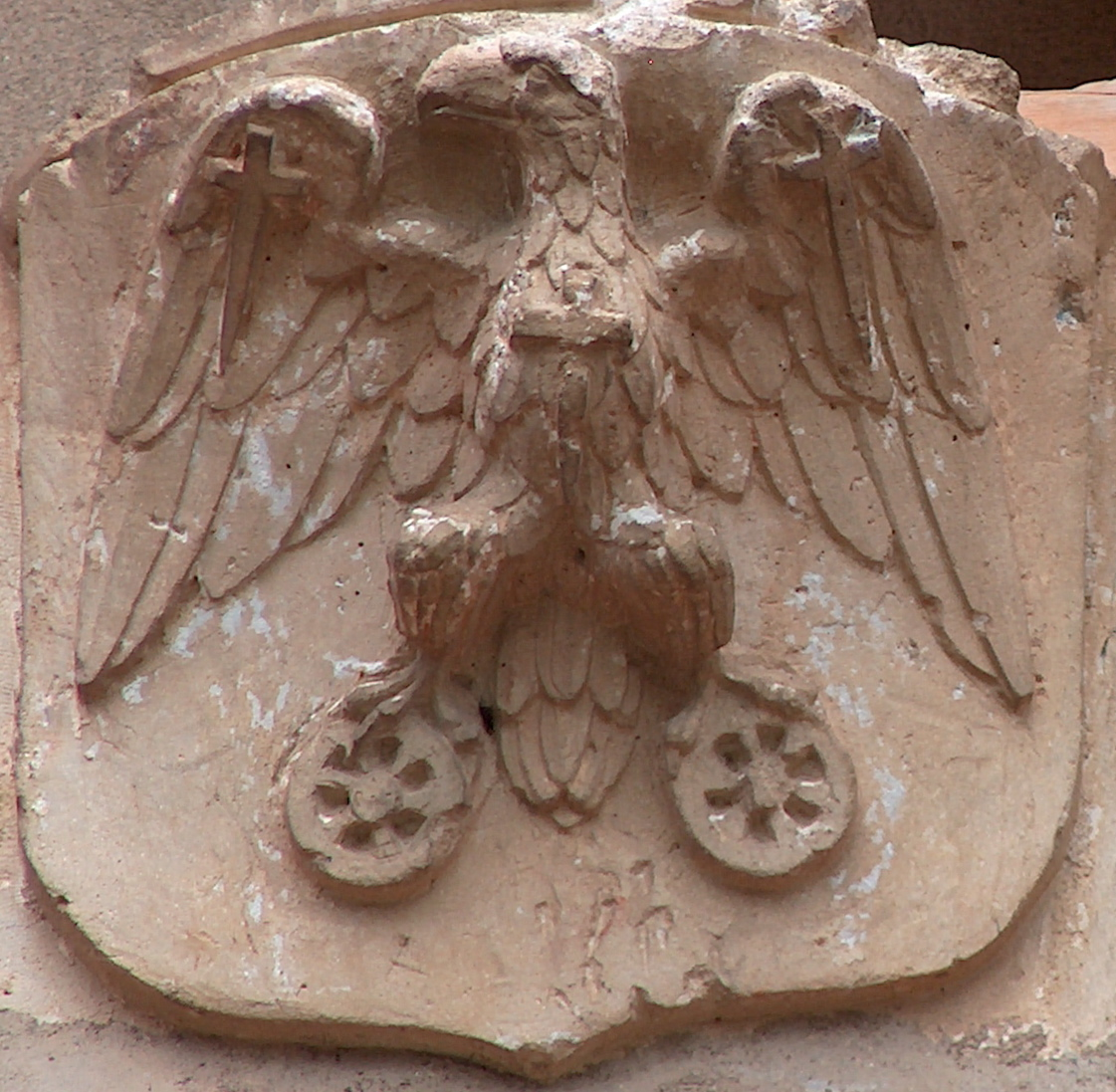
Le blason de Jean de Mansencal posé sur l'entrée de l'église de Grépiac. Les ailes sont abaissées sur cette version.

- Zone verte naturelle protégée : « L'ilôt » ou « Le Ramier » - Site aménagé autour de deux lacs propice à la promenade, la pêche, le tennis et la pétanque.
- Église fin XIXe siècle (1872), placée sous le vocable de saint Martin, qui a par ailleurs donné son nom à l'artère principale de la commune. Dotée de vitraux remarquables et d'une horloge mécanique monumentale (1893). Son clocher est un des plus originaux de la région toulousaine. Sur le tympan du porche, sont scellés quatre culs-de-lampe provenant de l'ancienne chapelle seigneuriale, ainsi que les armoiries de la famille de Mansencal (1561). Pietà fin XVIe siècle.
- En 1727, le seigneur Étienne de Polastron de Lailhière fit construire un moulin "terrier" sur un canal de dérivation alimenté par l'Ariège (ne se visite pas).
- Fontaine ancestrale sur le flanc droit du ruisseau du Rival, édifiée en briques issues de l'artisanat local.
- Lavoir alimenté par le Rival
- Vestiges entretenus de 3 piles d'un ancien pont de briques à péage érigé en 1870 (sous Louis-Philippe Ier), emporté par l'inondation du 23 juin 1875.
- Halle construite en 1906, servant à un marché local et transformé en salle des fêtes dans les années 1950.
- Chapelle(1512) dédiée à la bibliothèque municipale en 2017. L'originalité de cet ancien bâtiment culturel réside dans le fait qu'il fait aujourd'hui partie de l'école laïque...

### Personnalités liées à la commune
- Famille de Polastron.

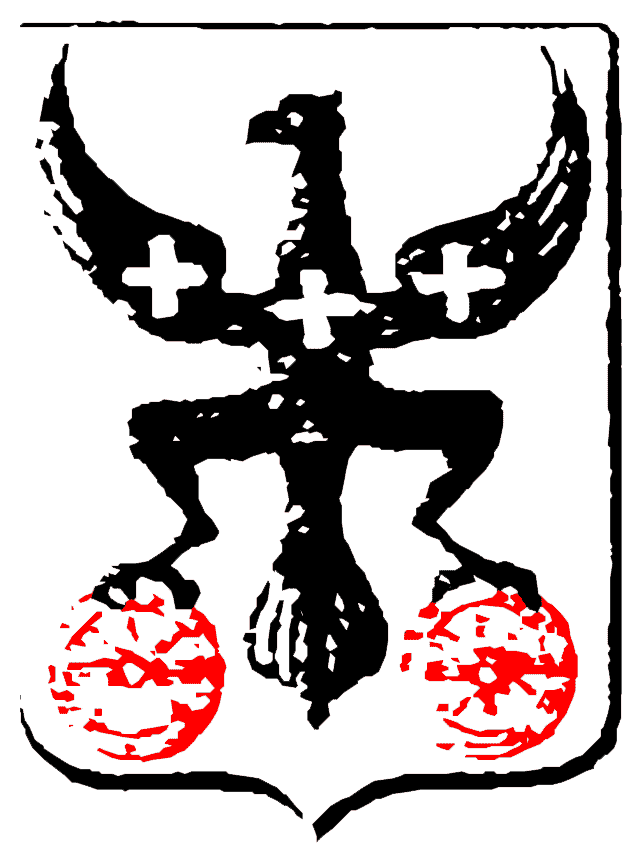
Blason de Jean de Mansencal.

- Gabrielle de Polignac, confidente de la reine Marie-Antoinette.
- Jean de Mansencal.
- Germier de Toulouse  (Saint Germier).
- La Salvetat-Saint-Gilles (Gailhard Tournier - Consulter la page historique du lien).
- Benjamin de Gentil-Baichis : ancien élève de Polytechnique, officier d'ordonnance du maréchal Clauzel, il participa à la campagne d'Algérie. Il fut maire de Grépiac en 1868 et président de la Société d'agriculture de la Haute-Garonne.

## Pour approfondir